# Призма
Вижте пояснителната страница за други значения на Призма.
В геометрията, n-ъгълна призма е многостен, на който две от стените са еднакви многоъгълници с n страни, лежащи в успоредни равнини, а останалите му n стени са успоредници (или в частност правоъгълници). Тези успоредници се наричат околни стени на призмата. Многоъгълниците се наричат съответно горна и долна основа. Страните на основите се наричат основни ръбове, а останалите ръбове – околни ръбове на призмата. Диагонал на призма се нарича отсечка, която съединява връх от долната основа със срещуположен връх от горната основа.
Диагоналите на призмата се пресичат в една точка.
Обединението на околните стени е околната повърхнина на призмата, а обединението от околната повърхнина и двете основи е нейната пълна повърхнина.
Всяка отсечка, успоредна на околните ръбове, чиито краища лежат върху два основни ръба, се нарича образуваща на призмата.
Височина на призма (h) е разстоянието между двете основи на призмата. То е равно на дължината на отсечка, чиито краища лежат в равнините на основите на призмата и която е перпендикулярна на тези равнини.
Всички напречни сечения, успоредни на основите, са еднакви многоъгълници.

## Видове
- Права призма е такава призма, на която околните ръбове сключват с равнините на основите прав ъгъл. При правата призма околните стени са правоъгълници или квадрати, а височината е равна на образуващата – A.
- Когато околните ръбове не са перпендикулярни на основите, призмата е наклонена – B.
- Правилна призма е права призма, при която основите са правилни многоъгълници. Правилните призми имат за ос на симетрия правата, която свързва центровете на двете основи. Всяко равнинно сечение, което съдържа оста на симетрията на призмата, се нарича осно сечение.
- Призма, чиито основи са успоредници, се нарича паралелепипед. Той може да бъде прав или наклонен. В паралелепипед диагоналите се пресичат в една точка, която ги разполовява.
- Прав паралелепипед, основата на който е правоъгълник, се нарича правоъгълен паралелепипед.

Кубът е правоъгълен паралелепипед, на който всички стени са квадрати.
- Призмоид или призматоид се нарича многостен, чиято горна и долна основа лежат в успоредни равнини, но не са еднакви многоъгълници и могат да имат различен брой върхове.

## Свойства на призмата
- Основите на призмата са еднакви многоъгълници.
- Околните стени на призмата са паралелограми.
- Околните ръбове на призмата са успоредни и еднакви.
- Обемът на призмата е равен на произведението от височината ѝ и площта на основата:

{\displaystyle V=B\cdot h}
- Площта на пълната повърхност на призмата е равна на сумата от площта на околните ѝ стени и удвоената площ на основата.
- Площта на околната повърхност на произволна призма е {\displaystyle S=P\cdot l}, където {\displaystyle P} е периметърът на перпендикулярното сечение, а {\displaystyle l} е дължината на околния ръб.
- Площта на околната повърхност на права призма е {\displaystyle S=P\cdot h}, където {\displaystyle P} е периметърът на основата на призмата, а {\displaystyle h} е височината на призмата.

- Перпендикулярното сечение е перпендикулярно на всички околни ръбове на призмата.
- Перпендикулярното сечение е перпендикулярно на всички околни стени.